# イーディス・ヘイラー
イーディス・ヘイラー（Edith Hayllar、1860年 - 1948年）は、イギリスの画家である。女兄弟などの家族の生活を描いた作品で知られている。

## 略歴
オックスフォードシャーのウォーリングフォード（Wallingford）で生まれた。父親のジェームズ・ヘイラー（James Hayllar: 1829–1920）は風俗画を描いた画家で、姉妹のジェシカ（Jessica Hayllar: 1858–1940）とメアリー（Mary Hayllar: 1863–1950）、ケイト（Kate Hayllar: fl.1883–1900）とともにウォーリングフォードの邸で父親から絵を学び、何時間も絵を描くようにしつけられた。 
4人の姉妹のうちジェシカとイーディスが風俗画に専念し、画家として有名になった。イーディス・ヘイラーは1881年にロンドンの英国王立芸術家協会の展覧会に初めて出展し、翌年、ロイヤル・アカデミー・オブ・アーツに出展し、ロイヤル・アカデミーには父親や姉妹たちも出展した。1880年から1890年の間、王立油絵画家協会（Royal Institute of Oil Painters）の展覧会やダドリーの美術館の展覧会に出展した。
1897年牧師のブルース・マッケイ（Bruce MacKay）と結婚し、ウォーリングフォードの牧師館に住んだ。結婚後は絵を描くのを止め、1898年に娘が生まれ、1900年に息子が生まれた。1902年に近くのサットン・コートニー（Sutton Courtenay）に移り、さらに2人の子供が生まれた。1920年に父親が亡くなった後、姉のジェシカが一緒に暮らすようになった。

## 作品

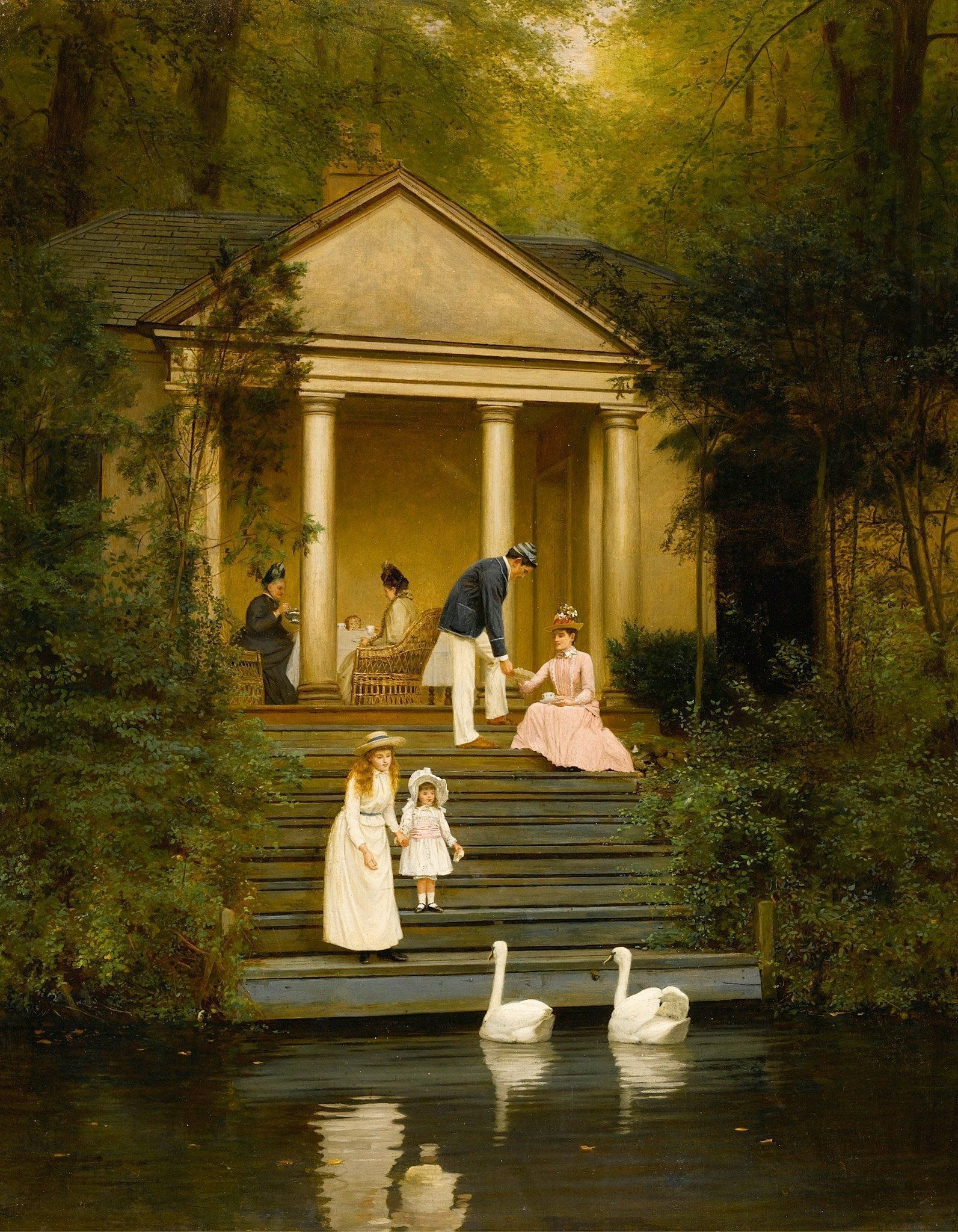
白鳥の給餌
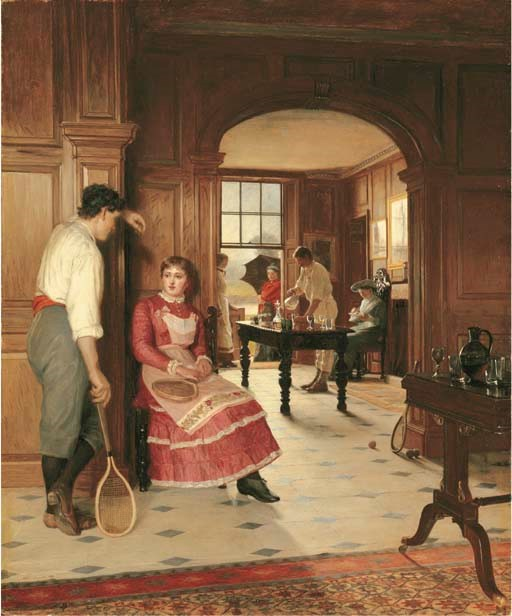
夏のにわか雨(1883)
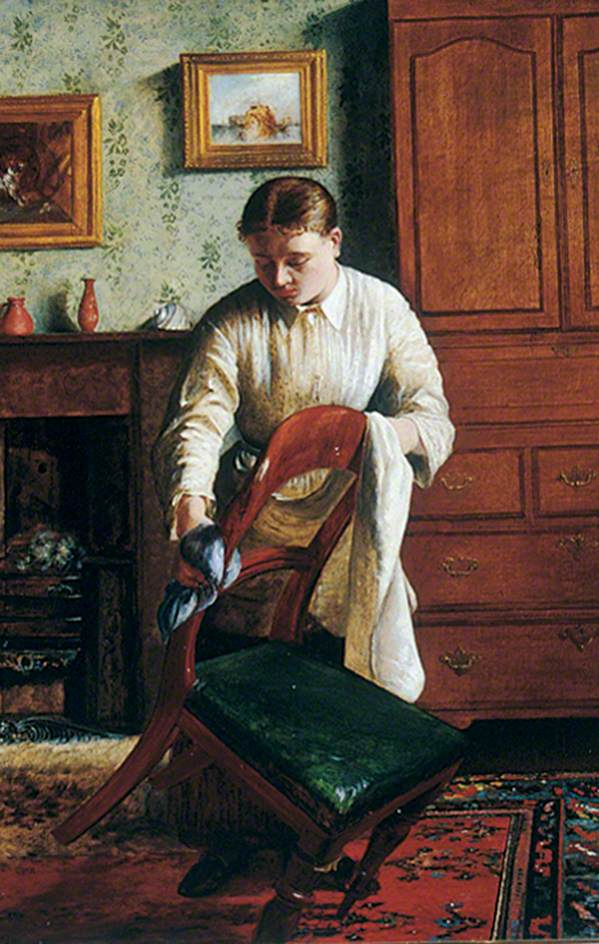
椅子の手入れ
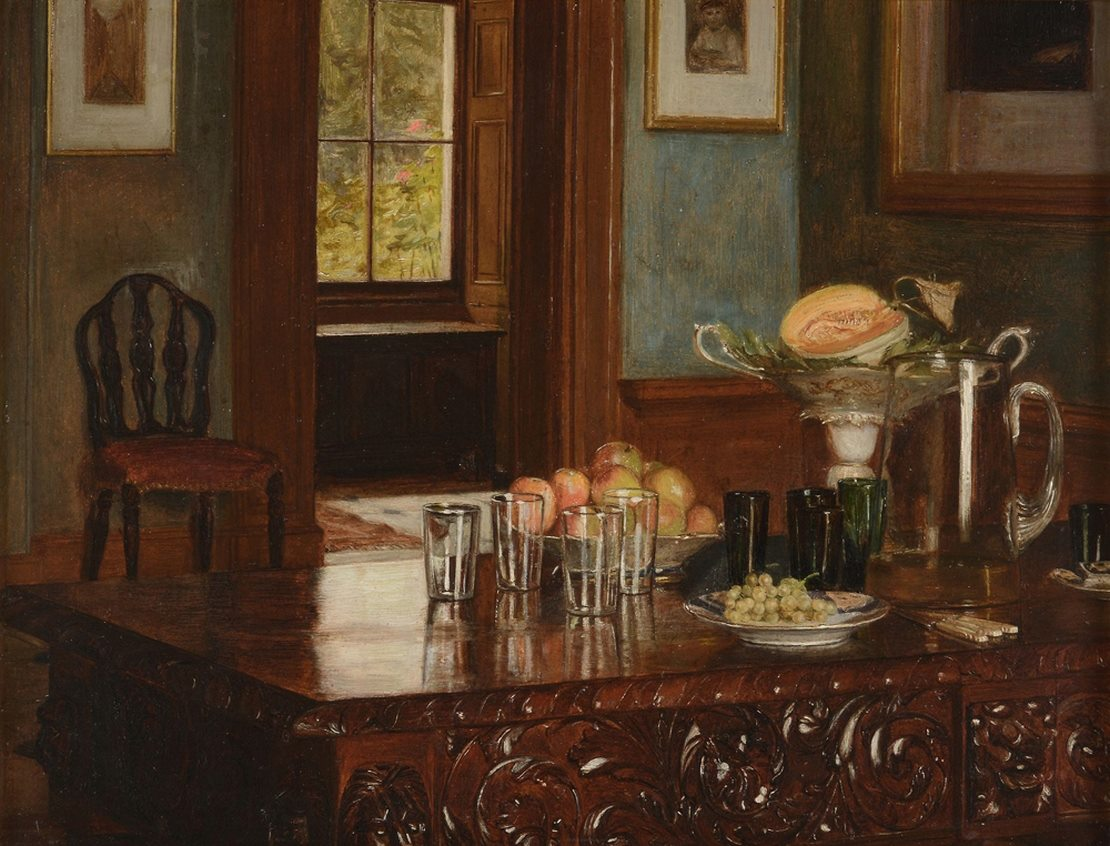
静物画